# Georg Grün
Georg Grün ist ein deutscher Chordirigent und Musikpädagoge.
Grün studierte Kirchen- und Schulmusik, Dirigieren, Katholische Theologie und Musikwissenschaft an der Hochschule für Musik Saar und der Universität des Saarlandes sowie Orgelimprovisation bei Jean-Pierre Leguay in Paris. Von 1991 bis 2000 unterrichtete er als Gymnasiallehrer Theologie und Musik. Bis 2012 war er Professor für Dirigieren an der Hochschule für Musik und Darstellende Kunst Mannheim. Mit dem großen Chor, dem Sinfonieorchester der Hochschule sowie dem Kurpfälzischen Kammerorchester führte er regelmäßig chorsinfonische und oratorische Werke auf. Im Rahmen des ERASMUS-Austauschprogramms der Europäischen Union unterrichtete er seit 2006 regelmäßig am Conservatorio di Musica Giuseppe Tartini in Triest und lehrte 2010 mehrfach am Royal College of Music Stockholm. 2010 übernahm er die Werkstatt für Chordirigenten im Rahmen des Dirigentenforums des Deutschen Musikrats. Er gab Meisterkurse in Spanien, Italien, Frankreich, Litauen, Schweden, Slowenien und Finnland und wurde 2012 Professor für Chorleitung an der Hochschule für Musik Saar.
Bereits 1991 nach seinem Studium gründete Grün den KammerChor Saarbrücken, mit dem er zahlreiche Chorwettbewerbe gewann und mehr als ein Dutzend CDs u. a. beim Carus-Verlag und Hänssler Classic veröffentlichte. Für die Einspielung von Michael Haydns Requiem in B-Dur erhielt er 2007 den Midem Classical Award Cannes. Als Gastdirigent trat er u. a. mit dem SWR Vokalensemble, dem Rias Kammerchor, dem Coro Nacional de Jóvenes in Argentinien, dem Weltjugendchor, dem Croatian Radio Choir in Zagreb und dem Landesjugendchor Niedersachsen auf. Er arbeitete mit dem Rundfunksinfonieorchester Saarbrücken, der Staatsphilharmonie Rheinland-Pfalz, der Kammerphilharmonie Mannheim, Le Concert Lorrain und Solisten wie Carolyn Sampson, Hans Peter Blochwitz und Christian Gerhaher zusammen und konzertierte 2010 mit der Deutschen Radio Philharmonie, Sibylla Rubens, Ingeborg Danz, Christoph Prégardien und Yorck Felix Speer. Außerdem ist er Mitglied des Daarler Vocal Consort und seit 2013 zusammen mit Christian von Blohn Leiter der Chorgemeinschaft an der Saar.